# Horisme orientalis
Horisme orientalis là một loài bướm đêm trong họ Geometridae.